# The Correlation Between Entrance and Exit Wounds
The Correlation Between Entrance and Exit Wounds é o álbum de estreia da banda americana de hardcore punk SeeYouSpaceCowboy. O álbum foi lançado em 27 de setembro de 2019 pela gravadora Pure Noise Records. A produção ficou a cargo de Taylor Jewell e dos membros da banda Connie Sgarbossa e Jesse Price.
O álbum foi bem recebido pela crítica, com a Loudwire o classificando como um dos 50 melhores álbuns de metal de 2019.

## Histórico
O SeeYouSpaceCowboy foi formado em 2016 pelos irmãos Connie e Ethan Sgarbossa. A banda lançou uma série de EPs independentes e o single avulso "Atrocities from a Story Book Perspective" entre 2016 e 2018. Em janeiro de 2019, a banda anunciou que havia assinado com a gravadora Pure Noise Records e revelou o álbum de compilação Songs for the Firing Squad, que incluiu versões regravadas de músicas de seus lançamentos independentes, além da nova faixa "Self Help Specialist Ends Own Life".

No dia 30 de julho, a banda lançou a música "Armed with Their Teeth" e revelou o título do álbum de estreia, The Correlation Between Entrance and Exit Wounds.  Já em 27 de agosto, a banda divulgou outro single, "Put On a Show, Don't Let Them See You Fail".
| Críticas profissionais | Críticas profissionais |
| Avaliações da crítica  | Avaliações da crítica  |
| Fonte                  | Avaliação              |
| ---------------------- | ---------------------- |
| Everything Is Noise    | Recomendado            |
| Metal Trenches         | 9/10                   |
| The Music              | [ 9 ]                  |
| The Soundboard         | 8/10                   |

## Lista de faixas
Todas as faixas escritas e compostas por SeeYouSpaceCowboy. 
| N.º | Título                                       | Duração |  |
| 1.  | "The Motion of Impending Harm"               | 1:32    |  |
| 2.  | "Armed with Their Teeth"                     | 1:53    |  |
| 3.  | "With High Hopes and Clipped Wings"          | 2:27    |  |
| 4.  | "Disdain Coupled with a Wide Smile"          | 1:46    |  |
| 5.  | "A Space Marked 'Escaped'" (Instrumental)    | 1:57    |  |
| 6.  | "Prolonging the Inevitable Forever"          | 2:38    |  |
| 7.  | "Late December"                              | 4:05    |  |
| 8.  | "Have You Lost the Plot?" (Instrumental)     | 1:19    |  |
| 9.  | "Put On a Show, Don't Let Them See You Fall" | 2:12    |  |
| 10. | "No Words, No Compensating Lies"             | 4:31    |  |
| 11. | "Dissertation of an Idle Voice"              | 2:46    |  |
| 12. | "The Phoenix Must Reset"                     | 2:56    |  |

## Ficha técnica
SeeYouSpaceCowboy
- Connie Sgarbossa – vocal principal, gravação
- Jesse Price – guitarra solo, vocais de apoio, gravação
- Ethan Sgarbossa – guitarra rítmica
- Cameron Phipps – baixo
- Bryan Prosser – bateria

Adicionais
- Taylor Jewell – gravação